# Jean Clareboudt

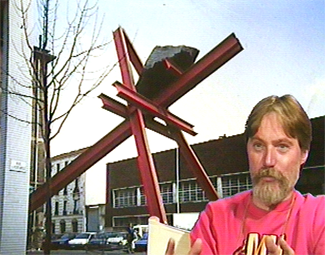
Jean Clareboudt nel 1995 circa, accanto ad una sua scultura

Jean Clareboudt (Lione, 11 maggio 1944 – Istanbul, 7 aprile 1997) è stato uno scultore francese.

## Biografia
La sua vita si è svolta tra Parigi, dove ha studiato arti grafiche tra il 1961 e il 1965, e il villaggio di La Pierre-Percée, vicino a La Chapelle-Basse-Mer, un comune soppresso che in seguito è stato fuso con un altro comune per formare Divatte-sur-Loire nel dipartimento della Loira Atlantica.
Nel 1962 soggiorna in Danimarca per frequentare lo scultore Robert Jacobsen, mentre nel 1967 frequenta la École nationale supérieure des beaux-arts sotto l'insegnamento dello scultore Étienne Martin. Le sue opere sono di genere astratto.
Tra le numerose mostre personali e collettive vanno ricordate quelle al Museum of Modern Art, al Centro Georges Pompidou, in varie gallerie francesi, danesi, delle Antille francesi ed in vari parchi e giardini, anche italiani, in cui le sue opere "spaziali ed astratte" nei quali "le sculture sembrano acquistare una presenza enigmatica". Tra le mostre va ricordata anche l'importante collettiva del 1996 "Jardins d'Hesdin, Jardins d'Eden", con la partecipazione del suo amico Régis Deparis e di autori come Piero Gilardi, Ugo Nespolo, Sabine Weiss, Andy Goldsworthy, Isabelle Plat, Mauro Tozzi, Enrico Baj ed altri.
Nel 1992 il "Romaeuropa Festival 1992", nel cui programma di mostre e proiezioni, ha organizzato e promosso "Videoarte 4: pittura e cinema" a cura di Jean-Marie Drot, tra i vari filmati e cortometraggi di Alain Resnais, Pierre Kast, Benoît Jacquot, Fernand Léger, Gérard Fromanger, Jean-Claude Rousseau, Christian Boltanski, e molti altri, non sfigurava "La table" (13', 16 mm.) di Jean Clareboudt.
A quanto ne sappiamo la morte dello scultore è avvenuta in seguito ad incidente stradale insieme alla moglie Jocelyne mentre si trovava a Istanbul.